# Enterococcus faecalis
Az Enterococcus faecalis (korábbi nevén Streptococcus faecalis) egy gram-pozitív baktérium, amely emberek és állatok belében található. A kataláz-negatív coccusok gyakran párokba vagy láncba rendeződnek. Igénytelen szervezetek, amelyek anaerob és aerob anyagcserével is rendelkeznek.

## Jellemzők
Alfa-, béta- vagy hemolízis hiánya figyelhető meg a véragaron. Az Enterococcus faecalis nagymértékben ellenáll az epesóknak és az optochinnak. Hőstabil (37 °C-os növekedés), valamint sótűrő (növekedés 6,5%-os NaCl-oldatban). Az eszkulint is hidrolizálják. A Lancefield D csoportú antigént hordozzák, de az antigén extrakciója nehezebb, mint a streptococcusokból, mivel az enterococcusok több teichoinsavat és kevesebb poliszacharidot tartalmaznak.

## Klinikai jelentősége
Patogén és nem patogén törzsei egyaránt ismertek. Egyelőre sem toxinokat, sem más virulens faktorokat nem sikerült kimutatni belőlük, a plazmid által átvitt hemolizin viszont szerepet játszhat.
A patogén törzsek nozokomiális fertőzéseket okoznak immunhiányos egyénekben. Endocarditis, valamint hólyag-, prosztata- és mellékhere-fertőzéseket is kiválthat. Az idegrendszer érintettsége ritka. Rossz higiénia vagy legyengült immunrendszer esetén az Enterococcus faecalis hüvelygyulladást (vaginosis) is előidézhet. Az E. faecalis körülbelül az enterococcusok által okozott fertőzések 90%-áért felelős.
Az Enterococcus faecalis-fertőzéseket ampicillinnel kezelik (a gentamicin kiegészítő adagolásával is). Az alternatív antibiotikumok közé tartozik ellene a mezlocillin, piperacillin és vancomycin.
A klóramfenikollal (Cmr), eritromicinnel (Emr), tetraciklinnel (Tcr) és minociklinnel (Mnr) szembeni antibiotikum-rezisztenciát mutattak ki a baktérium egyes törzseiben. Főleg kórházakban az ampicillinre rezisztensnek talált baktériumtörzsek 13%-a. A 676 vizsgált törzsből csak 0,1%-a mutat rezisztenciát az amoxicillinnel szemben.

## Szinonimája
1984-ben a Streptococcus faecalis és a Streptococcus faecium fajokat az Enterococcus nemzetségbe sorolták (új Enterococcus faecalis és Enterococcus faecium).

## Fordítás
- Ez a szócikk részben vagy egészben  az   Enterococcus faecalis című német Wikipédia-szócikk ezen változatának fordításán alapul.  Az eredeti cikk szerkesztőit annak laptörténete sorolja fel. Ez a jelzés csupán a megfogalmazás eredetét és a szerzői jogokat jelzi, nem szolgál a cikkben szereplő információk forrásmegjelöléseként.